# 大阪市立東住吉中学校
大阪市立東住吉中学校（おおさかしりつ ひがしすみよしちゅうがっこう）は、大阪府大阪市東住吉区にある公立中学校。略称「ヒスミ」

## 沿革
1947年の学制改革の際に、当時の東住吉区で最初の4中学校の1校・大阪市立東住吉第四中学校として開校した。開校当初は大阪市立北田辺小学校分校に校舎を設置した。
翌1948年には大阪府立天王寺高等学校内に仮校舎を移転した。その後1950年に東住吉区桑津町8-70（現在地）に学校敷地を定め、1951年に一部使用開始した。1952年には天王寺高等学校内から引き上げて本校に完全統合している。
1949年には現在の校名・大阪市立東住吉中学校に改称している。
1960年には東住吉区今川町362番地に分校を設置した。分校は1968年に独立し、大阪市立白鷺中学校となっている。

### 年表
- 1947年4月 - 大阪市立東住吉第四中学校として開校。
- 1948年4月 - 大阪府立天王寺高等学校内に仮校舎を移転。
- 1949年5月 - 大阪市立東住吉中学校と改称。
- 1951年4月 - 現在地の校舎を一部使用開始。
- 1952年5月 - 現在地に完全統合。
- 1952年8月 - 大阪市立文の里中学校の旧校舎を移築。
- 1957年4月 - 養護学級竣工。
- 1960年4月 - 分校を設置。
- 1963年 - 校区変更。大阪市立育和小学校校区を大阪市立平野中学校校区から編入。
- 1968年4月 - 分校が大阪市立白鷺中学校として独立。育和小学校校区を白鷺中学校校区へ変更。
- 1974年3月 - 新プール竣工。
- 1983年7月 - 体育館落成。
- 1991年12月 - パソコン教室設置。
- 1997年 - 新1年生より制服を変更。
- 2010年 - 新1年生より体操服のデザインを変更。

## 通学区域
- 大阪市立桑津小学校と大阪市立北田辺小学校の通学区域。

大阪市東住吉区 桑津1-5丁目、駒川1丁目、西今川1丁目、北田辺1-6丁目、田辺1丁目（一部）、山坂1丁目（一部）。

## 出身者
- 谷村新司（歌手）
- 岩尾望（フットボールアワー、お笑い芸人）

## 交通
- 関西本線（大和路線） 東部市場前駅 南西へ約700m。
- 阪和線 美章園駅 東へ約1000m。
- 近鉄南大阪線 北田辺駅 北東へ約600m。
- 大阪シティバス 桑津東口バス停。